# 小杉カントリークラブ
小杉カントリークラブ（こすぎカントリークラブ Kosugi Country Club）は、 富山県射水市にあるゴルフ場である。

## 概要
小杉カントリークラブは、東京のタクシー会社の荏原興業（現・荏原交通株式会社）が、新たなゴルフ場の建設に向けて経営母体「株式会社小杉カントリークラブ」を設立したことに始まる。ゴルフ場の建設地は、富山県射水郡小杉町（現射水市）浄土寺地区のなだらかな丘陵地に決定された。コース設計は、大成建設株式会社が行い、1990年（平成2年）9月1日、27ホールのパブリックゴルフ場として開場された。
コース周囲には、「呉羽カントリークラブ」（1960年（昭和35年）開場、館粲児・竹村秀夫設計）や「太閤山カントリークラブ」（1993年（平成5年）7月24日開場、三浦一美設計、森口祐子監修）などの富山県を代表するコースに囲まれた恵まれた立地にある。フェアウェイはフラットで広く、バックティからの距離も十分あるコースである。特徴としては、クロスバンカーがフェアウェイ左側にあるホールが多いこと、初心者やスライサーにも優しいレイアウトである。
2004年（平成16年）12月24日、荏原興業は「小杉カントリークラブ」を、オリンパス株式会社系列の「ミネルヴァ債権回収株式会社」が投資目的に設立した「一般社団法人麻布プリンシパル」に営業譲渡された。麻布プリンシパルは、富山県内で唯一のパブリックゴルフ場として運営することになった。
2012年（平成24年）12月28日、経営会社がオリンパスのグループ会社だった麻布プリンシパルから、産業廃棄物処理やホテルなどの事業を手掛ける「株式会社アイザック・オール」に経営が交代された。オリンパスは、巨額損失隠し事件を受けてコア事業（内視鏡、顕微鏡、デジタルカメラ）に集中する方針転換から、アイザック・オールに打診があり取得したのはクラブハウスとゴルフ場の土地などである。ゴルフ場の運営は、川田太三が代表を務める「株式会社小杉カントリークラブ」に継続して委託された。
また、日本のプロゴルフメジャー大会の一つである、日本女子プロゴルフ協会主催競技でもあり、日本選手権大会に相当する、日本女子プロゴルフ選手権大会などの開催実績がある。

## 所在地
〒939-0321 富山県射水市浄土寺1番地

## コース情報
- 開場日 - 1990年9月1日
- 設計者 - 大成建設株式会社
- 面積 - 970,000m2（約29.3万坪）
- コースタイプ - 丘陵コース
- コース - 27ホールズ、パー108、ヤード、コースレート、北・東コース70.7、東・南コース71.5、南・北コース72.2
- フェアウェー - コウライ
- ラフ - ノシバ
- グリーン - 2グリーン、ベント（ペンクロス）
- ラウンドスタイル - 全組キャディ付、5人乗り乗用カート、乗用カートによるセルフプレー可、1組4人が原則、状況によりツーサム可
- 練習場 - 20打席250ヤード
- 休場日 - 無休、冬期間はクローズ[4]

## ギャラリー
- コース - 「小杉カントリークラブ」、コース紹介、2021年8月26日閲覧
- ハウス - 「小杉カントリークラブ」、施設案内、2021年8月26日閲覧

## 交通アクセス
- 鉄道 - 北陸新幹線・高山本線（JR西日本） - 富山駅より タクシー利用 約30分[5]
- 道路 - 北陸自動車道 - 富山ICより 11Km[5]

## メジャー選手権
- 2018年（平成30年） - 第51回 日本女子プロゴルフ選手権大会 コニカミノルタ杯[6]

## 関連文献
- 『ゴルフ場ガイド 西版』、2006-2007、「小杉カントリークラブ」、東京 ゴルフダイジェスト社、2006年5月、2021年8月26日閲覧
- 『ゴルフ場セミナー』、「GOURMET RESTAURANT(163)レストランの一般開放で売上げ&認知度がアップ 小杉カントリークラブ」、林維史、川腰博之、井上隆由、東京 ゴルフダイジェスト社、2012年8月、2021年8月26日閲覧